# ملاگولوو
ملاگولوو (انگلیسی: Mullagulovo) یک شهرک در شهرستان ملئوزوفسکی استان باشقیرستان کشور روسیه است.